# Wohnhaus Am Weserdeich 120
Das Wohnhaus Am Weserdeich 120 an der Weser im niedersächsischen Elsfleth-Oberhammelwarden, im Landkreis Wesermarsch, stammt vom frühen 19. Jahrhundert.

Aktuell (2023) wird es als Wohnhaus genutzt.
Das Gebäude steht unter Denkmalschutz (siehe auch Liste der Baudenkmale in Elsfleth).

## Beschreibung
Das eingeschossige giebelständige massive verputzte Gebäude direkt hinter dem Deich mit Fachwerk im Dreieck des Ostgiebels sowie mit reetgedecktem Krüppelwalmdach und Niedersachsengiebeln und Ladeluke über dem mittigen Eingang, wurde 1802 (Inschrift) gebaut.
Das Landesdenkmalamt befand: „… geschichtliche Bedeutung … als beispielhaftes Wohnhaus des frühen 19. Jhs.“